# Scuola di Pergamo

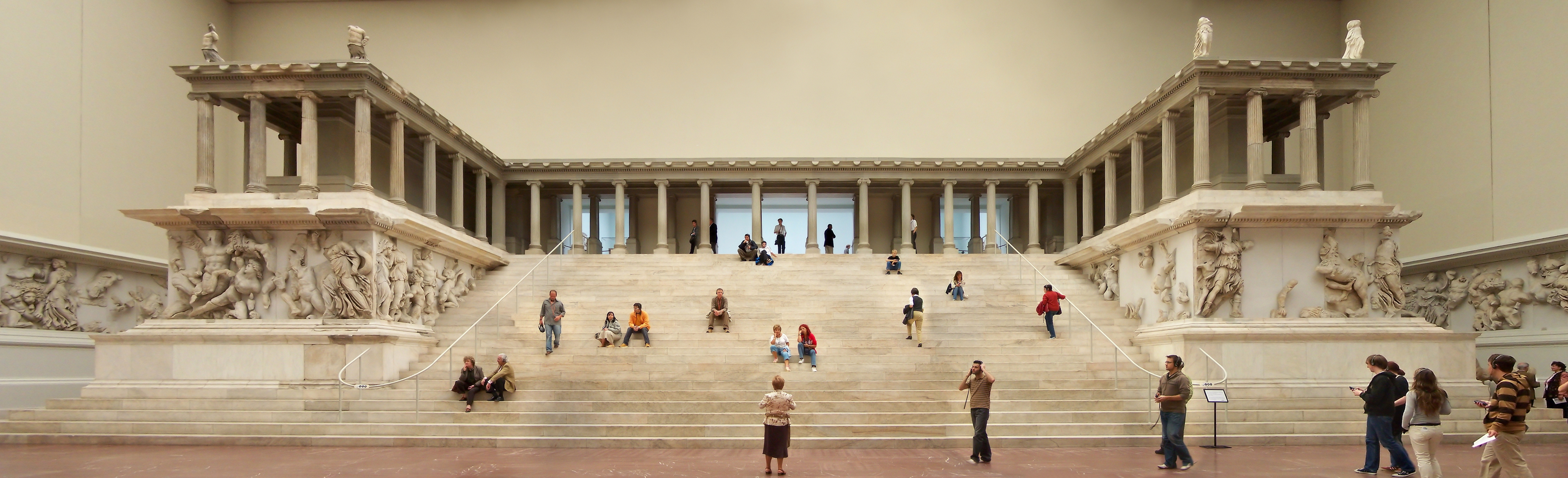
L'Altare di Pergamo, Pergamonmuseum, Berlino

La Scuola di Pergamo fu una corrente artistica dell'età ellenistica, assieme a quella alessandrina e quella rodia. Si sviluppò nel Regno di Pergamo, dominato dalla dinastia degli Attalidi dal 263 a.C. e controllante una larga fetta dell'Egeo, oltre all'area circostante in Asia Minore. Per l'energia delle rappresentazioni, il senso teatrale del movimento e il suo virtuosismo, la scuola di Pergamo è stata definita come "barocca".

## Contesto storico

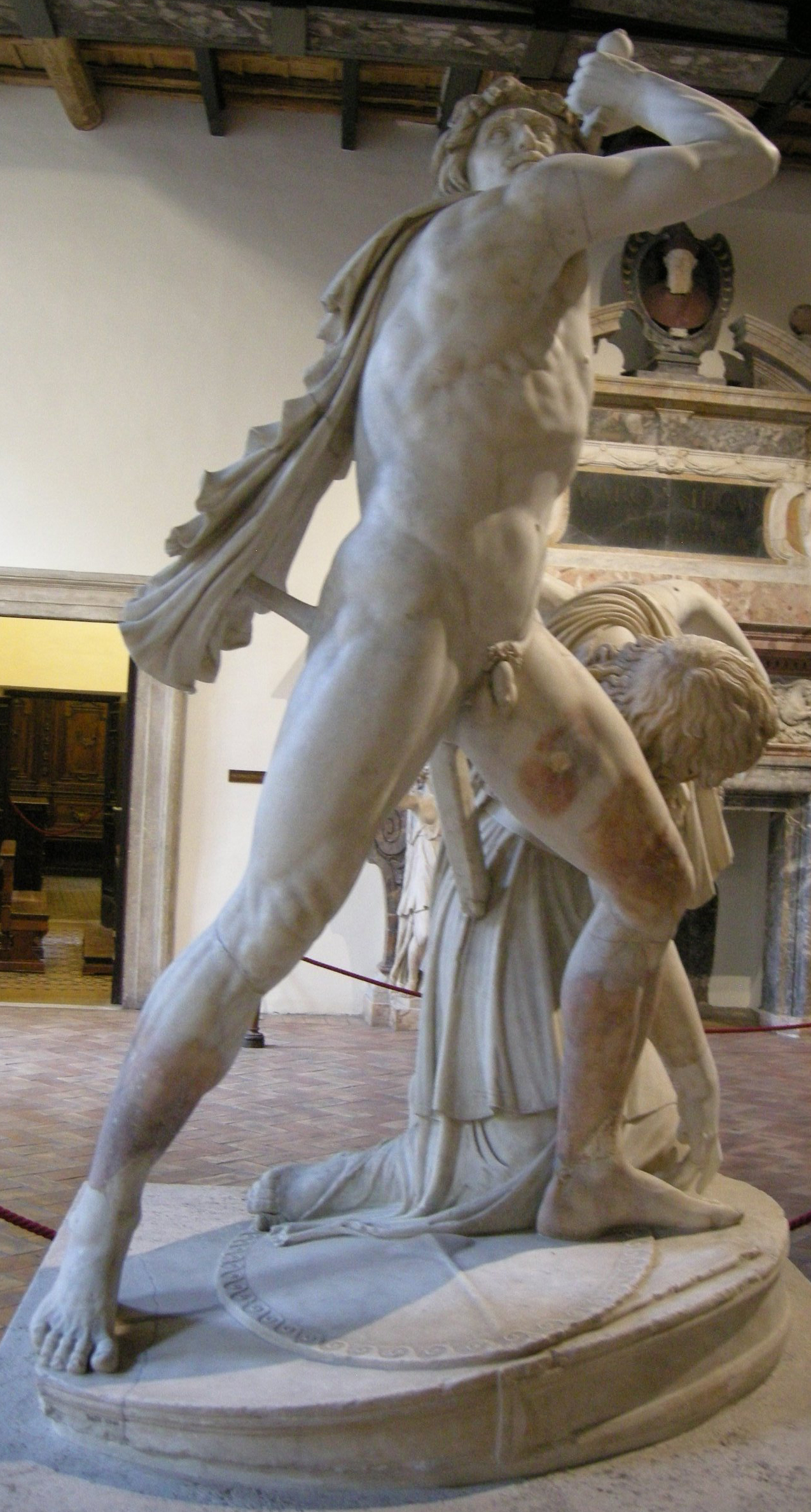
Il Galata suicida

Citata già dal 400 a.C. circa e dotata di un'acropoli e di un rinomato santuario di Esculapio, Pergamo acquistò notevole importanza in età ellenistica, quando Lisimaco, uno dei Diadochi di Alessandro Magno, dopo la battaglia di Ipso (301 a.C.) scelse e fortificò l'acropoli come sede del suo tesoro (di oltre 9000 talenti) e ne diede la custodia a Filetero, figlio di Attalo. Quando Lisimaco fu sconfitto da Seleuco I, Filetero ne approfittò per consolidare la sua posizione e rendere definitiva la sua supremazia sulla città, divenendo il capostipite della dinastia degli Attalidi. Con Attalo I (241-197 a.C.) la città esercitò la sua egemonia su gran parte dell'Asia Minore occidentale. Il sovrano rifiutò di pagare il tributo ai Galati, popolazione celta stanziatasi nell'odierna Turchia dove aveva fondato il regno di Galazia; i Galati mossero guerra ai pergameni, ma furono sconfitti nel 240 a.C. presso le fonti del Caicó, assieme alle truppe del loro alleato Antioco III. Pergamo riuscì quindi ad annettersi molti territori seleucidi dell'Asia Minore e nel 232 a.C., con la vittoria sui Tolistoboi (tribù celtica della Galazia), la città si liberò dalle incursioni celtiche. Questi avvenimenti diedero ad Attalo I la possibilità di paragonare le proprie vittorie a quelle degli ateniesi che avevano guidato i Greci e sconfitto i Persiani, rivaleggiando con Atene nella magnificenza delle commissioni per la città e per le opere votive dedicate a Delfi e a Delo.
Eumene II (197-159 a.C.) successe ad Attalo I e sotto di lui il regno ebbe un'ulteriore espansione. Il re protesse le arti e la cultura, fondando la biblioteca di Pergamo ed erigendo il famoso Altare di Zeus. Seguirono altre guerre con i Seleucidi, con alterne fortune. Venne stipulata una alleanza con i Romani, di cui rimasero alleati dinastici e la città conobbe una notevole fioritura artistica.
Con Attalo II (159-138 a.C.), il regno raggiunse la sua massima espansione; egli consolidò l'alleanza con i Romani combattendo contro altri dinasti ellenistici. Infine Attalo III (138-133) fu l'ultimo dinasta indipendente, poiché alla sua morte lasciò il regno in eredità a Roma, e il suo territorio venne a costituire la provincia romana d'Asia.
I resti della capitale furono scavati a partire dal 1873 dalla scuola archeologica tedesca: in base agli accordi con l'Impero ottomano molti dei reperti vennero acquistati e portati a Berlino, dove si trovano, ad esempio, tutte le sculture dell'Altare di Zeus.

## Architettura e urbanistica

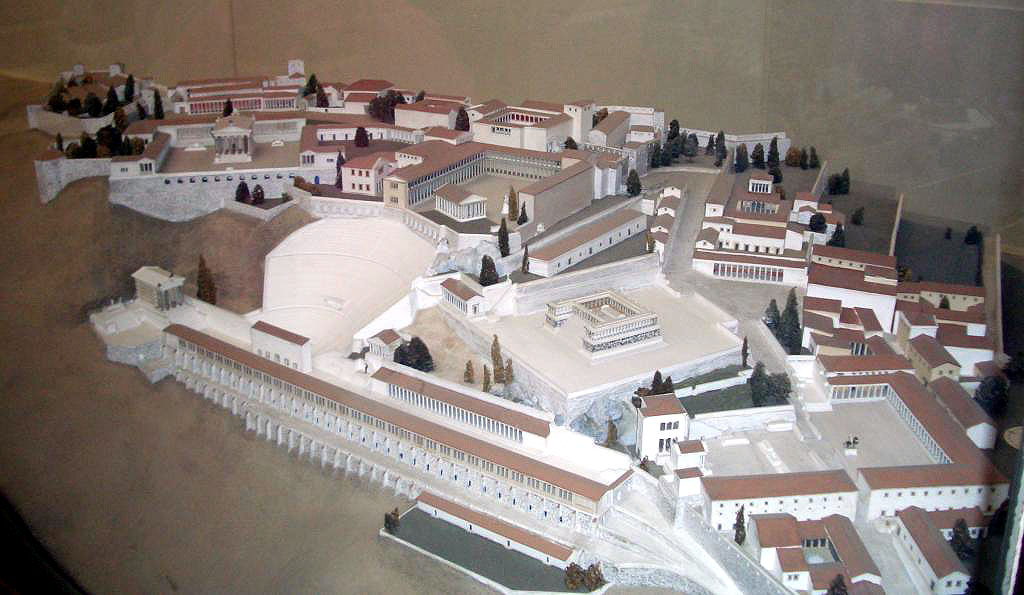
Modello della città di Pergamo

L'impianto della città era estremamente scenografico, articolato su grandi terrazze sulle pendici di un monte. Edifici pubblici come ginnasi, agorà, stoai e santuari si susseguivano su diversi livelli fino al culmine dell'acropoli vera e propria, dove si trovavano le architetture più importanti: il tempio di Athena, l'Altare di Zeus e i palazzi reali, su terrazze disposte a ventaglio intorno al teatro. La stretta relazione tra paesaggio e complessi architettonici non fu conseguenza di un progetto originario, ma di una sistemazione progressiva che giunse a completamento con i lavori di Eumene II e che ebbe inizio, come sembra, con il tempio di Atena Polias, fatto erigere da Filetero all'inizio del III secolo a.C. Il programma edilizio degli Attalidi si strutturò nel corso del tempo tenendo fermo il rapporto tra la sistemazione a terrazze e le diverse funzioni dell'acropoli (religiosa, militare e residenziale) e organizzando ogni terrazza come spazio aperto circondato da colonnati e portici.
Il monumento simbolo della scuola di pergamo è l'Altare di Zeus Sothèr, cioè "salvatore". Eretto probabilmente sotto Eumene II (re dal 197 al 159 a.C.), consisteva in una possente base eretta su cinque gradini da terra e contornata da un alto fregio ininterrotto (120 metri), sormontato da un colonnato ionico e con una grande scalinata centrale che portava all'ara vera e propria. Su quest'ultima un recinto circondante l'altare era decorato dal "piccolo fregio", con leggende legate a Telefo, mitico fondatore della città.
Influenze dell'architettura di Pergamo si ebbero anche ad Atene, come nel grandioso doppio portico della Stoà di Attalo fatto erigere da Attalo II (metà del II secolo a.C. circa).

## Scultura

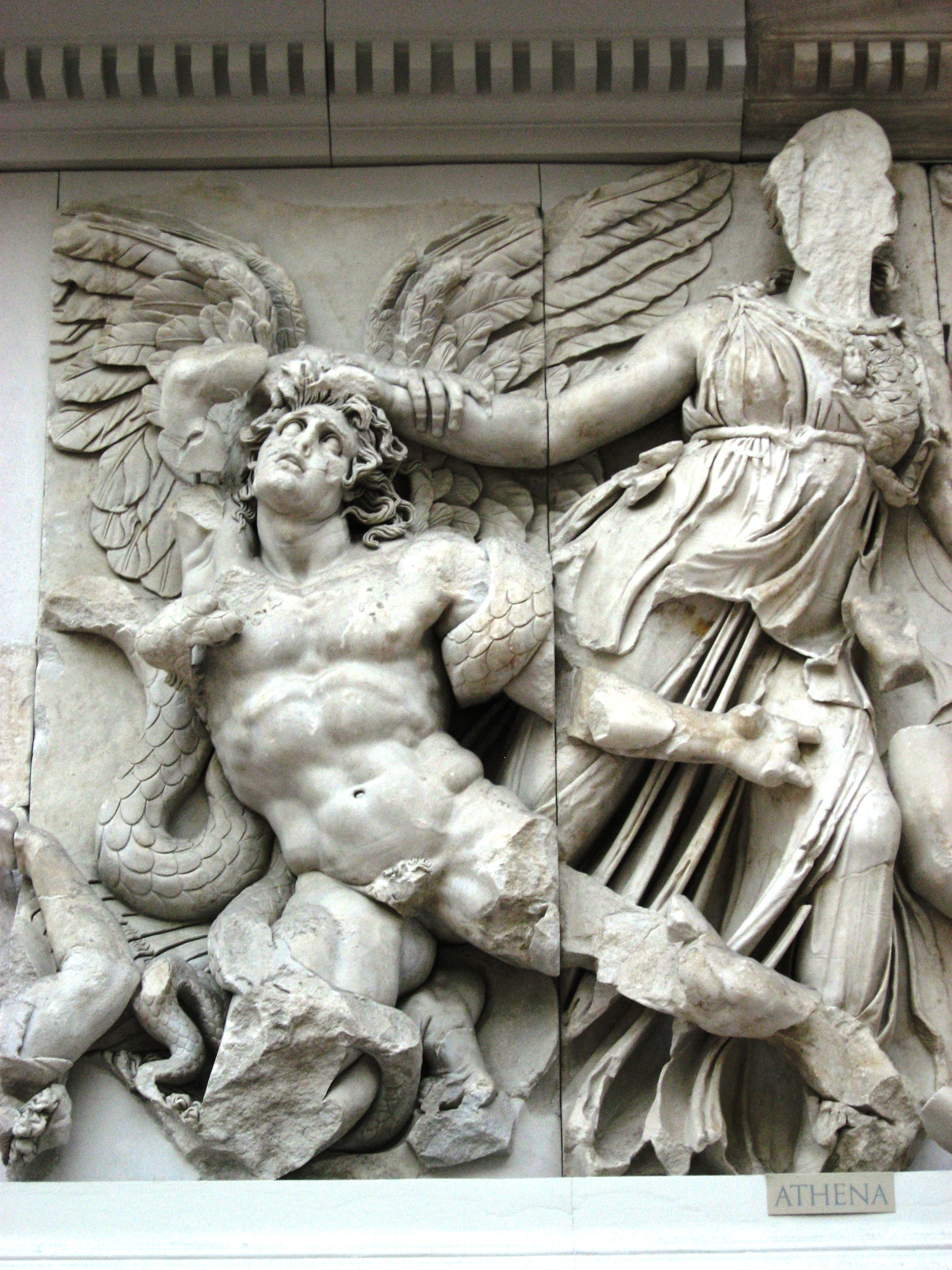
Dettaglio della Gigantomachia dall'Altare di Pergamo

Al servizio della politica culturale di Filetero si posero subito due ateniesi, Nicerato e Firomaco, entrambi bronzisti di scuola lisippea. Con Eumene I giungono a Pergamo altre personalità di primo livello come Stratonico di Cizico e soprattutto Antigono di Caristo. Al tempo di Attalo I la vittoria sui Galati venne celebrata in un grande donario, posto su una base cilindrica e sostenente una serie di statue probabilmente bronzee, opera del caposcuola Epigonos. Tali opere sono andate perdute, ma alcune copie in marmo sono state riconosciute, permettendo di farsi un'idea del gruppo scultoreo. Tra queste il Galata morente e il Galata suicida, in cui i guerrieri sono attentamente caratterizzati dal punto di vista etnico, con gli zigomi alti, le lunghe ciocche della capigliatura, i baffi e la collana al collo. Si tratta di dettagli che testimoniano l'occhio analitico degli artisti di Pergamo. I vinti sono rappresentati con accenti patetici, che ne esaltano la grandezza e la dignità e quindi, di riflesso, la portata dell'impresa. Tra le altre opere commissionate da Attalo I si ricordano un secondo Donario per commemorare le vittorie sulle tribù dei celti e la stoà di Delfi, decorata da rilievi e sarcofagi e affiancata da un pilastro con la statua del dedicante.
Il fregio maggiore dell'altare di Pergamo, conteneva una grandiosa Gigantomachia con figure di dimensione superiore al reale (h del fregio 228 cm, diviso in lastre di marmo locale di 70–100 cm l'una) e scolpita seguendo un complesso programma erudito, alla cui compilazione dovettero partecipare i filologi della locale Biblioteca, e che ricollega il monumento al fregio ovest del Partenone. Oltre a dei e giganti compaiono infatti numerose divinità minori: a est i giganti lottano contro le divinità olimpiche, a nord contro quelle notturne, a sud contro quelle della luce e a ovest contro quelle marine e Dioniso.Alcune iscrizioni ricordano l'attività di molti artisti, provenienti oltre che da Pergamo anche da Atene e Rodi, sebbene un unico maestro dovette sicuramente sovrintendere ai lavori con una visione unitaria. I nudi possenti di Fidia o gli accenti drammatici di Skopas offrirono l'ispirazione per sviluppare qualcosa di nuovo, accentuando le pose dinamiche e aumentando il chiaroscuro tramite l'uso frequente del trapano. Il repertorio orientale è presente nella commistione tra il mondo animale e il mondo degli umani, laddove il primo sembra aggredire il secondo, dando luogo ad un bestiario fantasioso di matrice asiatica. Il patetismo, inaugurato nella fase precedente della scuola, appare accentuato fino a diventare teatrale, amplificando forme e passioni tanto da aver fatto parlare di arte "barocca". Le direttrici oblique prevalgono ed esasperano il movimento dei personaggi la cui struttura corporea si articola, invade lo spazio, anche dall'interno con ossa e muscoli prominenti, aumentando la partecipazione emotiva dello spettatore. L'esaltazione della dinastia degli Attalidi si ripropone nel fregio minore dove le avventure di Telefo stabiliscono la discendenza divina di Eumene II.
Con Attalo II si entra nella fase del tardo ellenismo; il classicismo nella scultura pergamena assume una connotazione di continuità rispetto alle proprie origini, ma nella seconda metà del II secolo a.C. diviene anche indice di una perdita rispetto alla creatività formale originatasi ai tempi di Filetero e Attalo I. Gli spunti vengono cercati non solo in Atene, ma anche a Rodi. Appartiene a questo periodo l'Apoteosi di Omero, un rilievo dedicato a Pergamo in onore di Cratete di Mallo, opera di Archelao di Priene, che elabora stile e iconografia delle Muse di Filisco di Rodi. Dopo la morte di Cratete i soggetti della rappresentazione subiscono un ripiegamento nell'accentuarsi dei valori e delle dimensioni umane secondo un atteggiamento consono all'alessandrinismo introdotto a Pergamo da Apollodoro di Atene, ne è un esempio il Piccolo donario fatto erigere sull'acropoli di Atene.
Gli studi di B. Andreae sembrano ricondurre all'ambito pergameno anche il celebre Gruppo del Laocoonte, in particolare in un'ipotetica prima redazione bronzea, offerta a Roma in segno di alleanza tra le due città che nei miti di fondazione condividevano analoghi legami con la saga troiana. La consumata abilità nella resa del nudo, la violenza dello slancio, l'espressione intensamente drammatica, il ritmo serrato e carico di tensione, sono tutte caratteristiche che rimandano al "barocco" pergameno.
Tra le altre opere attribuite alla scuola di Pergamo, il Torso Gaddi, frammento di un gruppo scultoreo con un centauro giovane, libero, e uno anziano con le mani legate dietro la schiena (a cui si riferisce il torso) e tormentato da un amorino che lo cavalca; Giove sulla quadriga che fulmina i Giganti, realizzato dall'incisore Atenione, e conservato al Museo archeologico nazionale di Napoli.
Particolare importanza riveste nella produzione pergamena la scultura decorativa, dotata di grande inventiva, alla quale si devono le cataste d'armi e altri nuovi motivi vegetali e figurati.

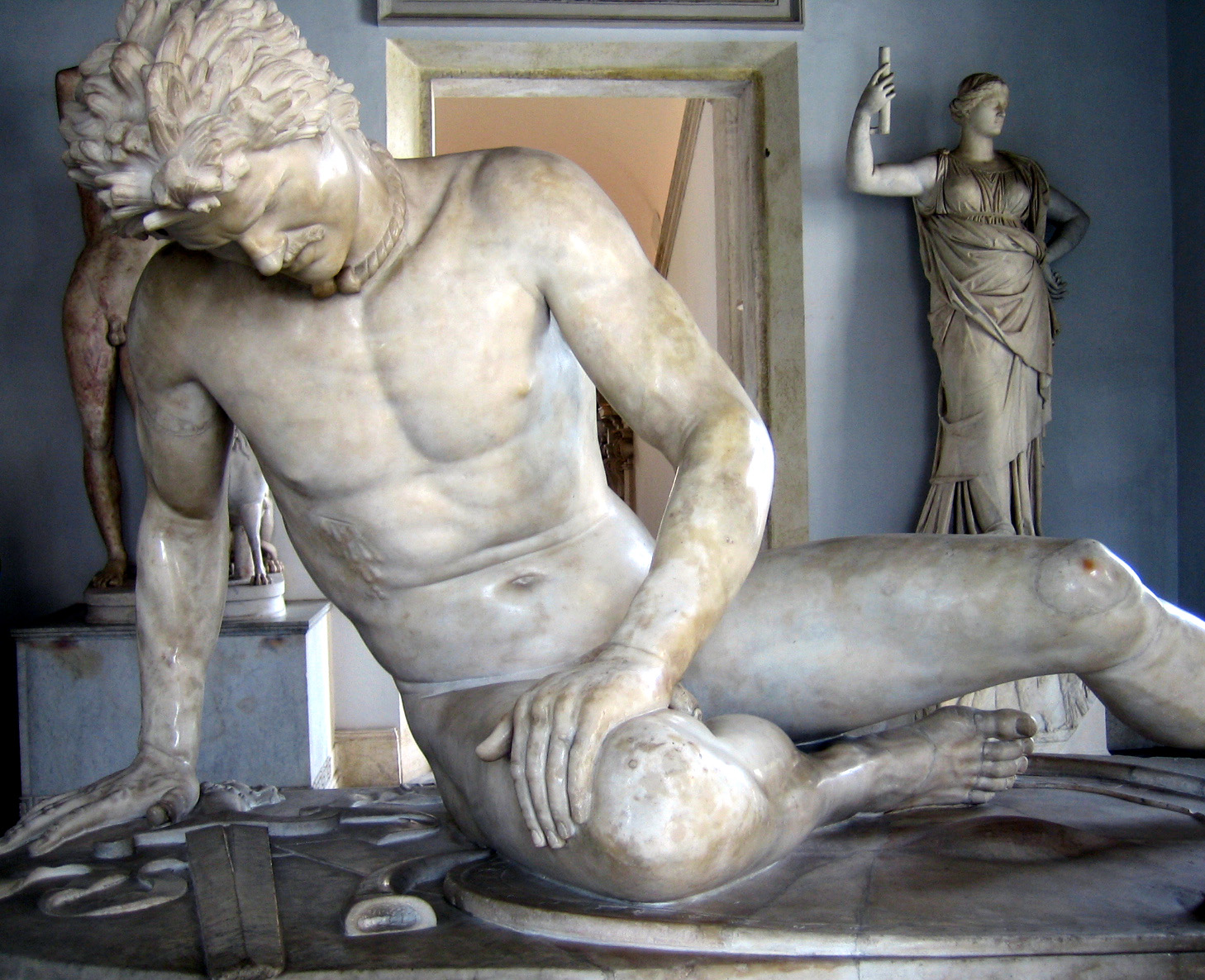
Il Galata morente
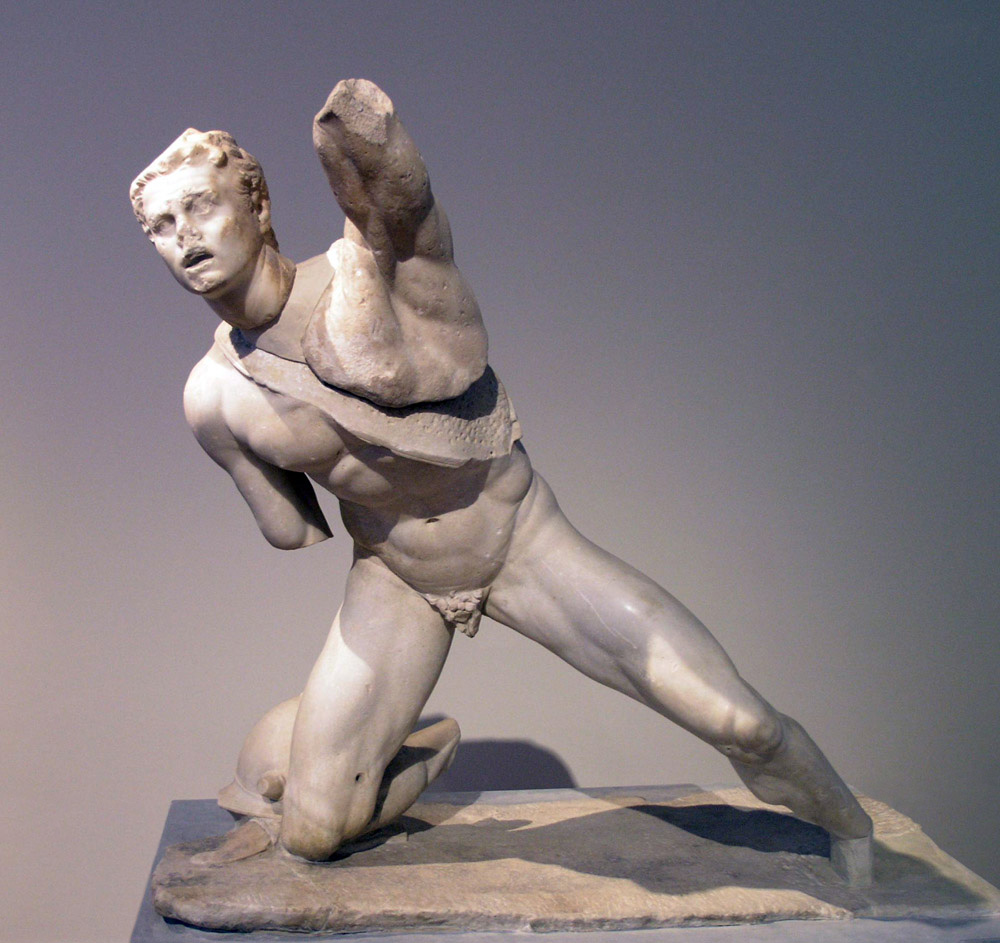
Il Galata di Delo
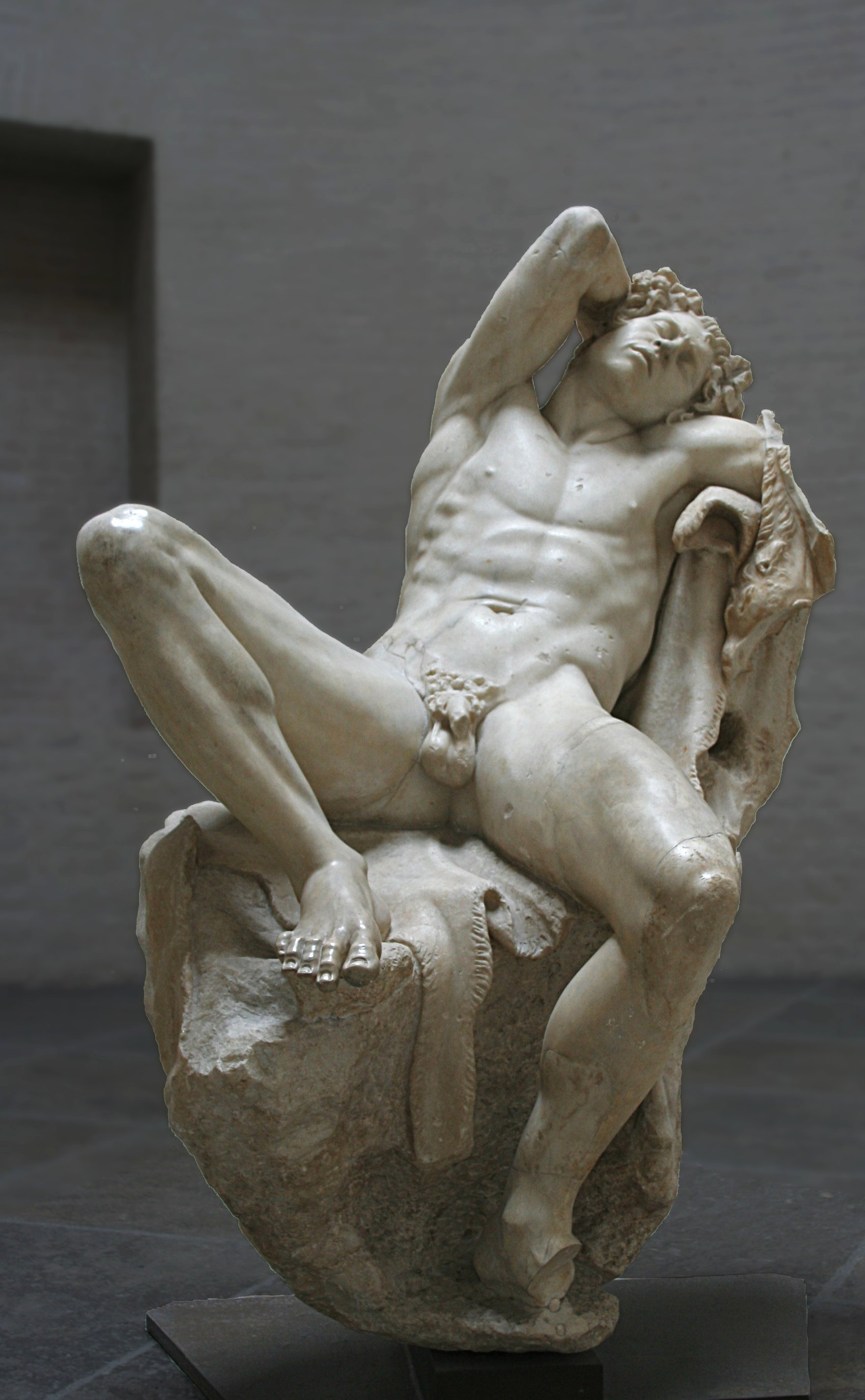
Il Fauno Barberini
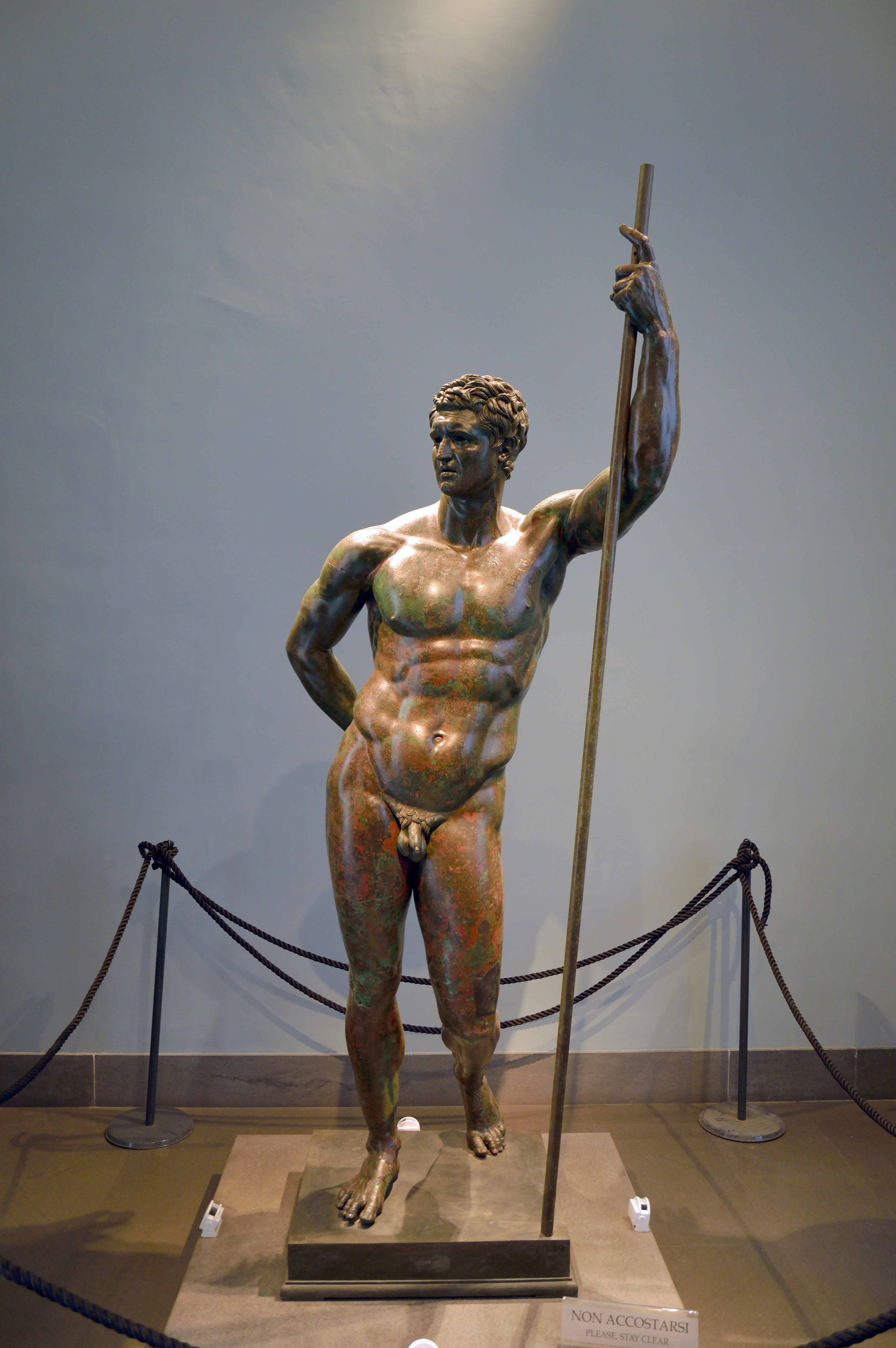
Il Principe ellenistico
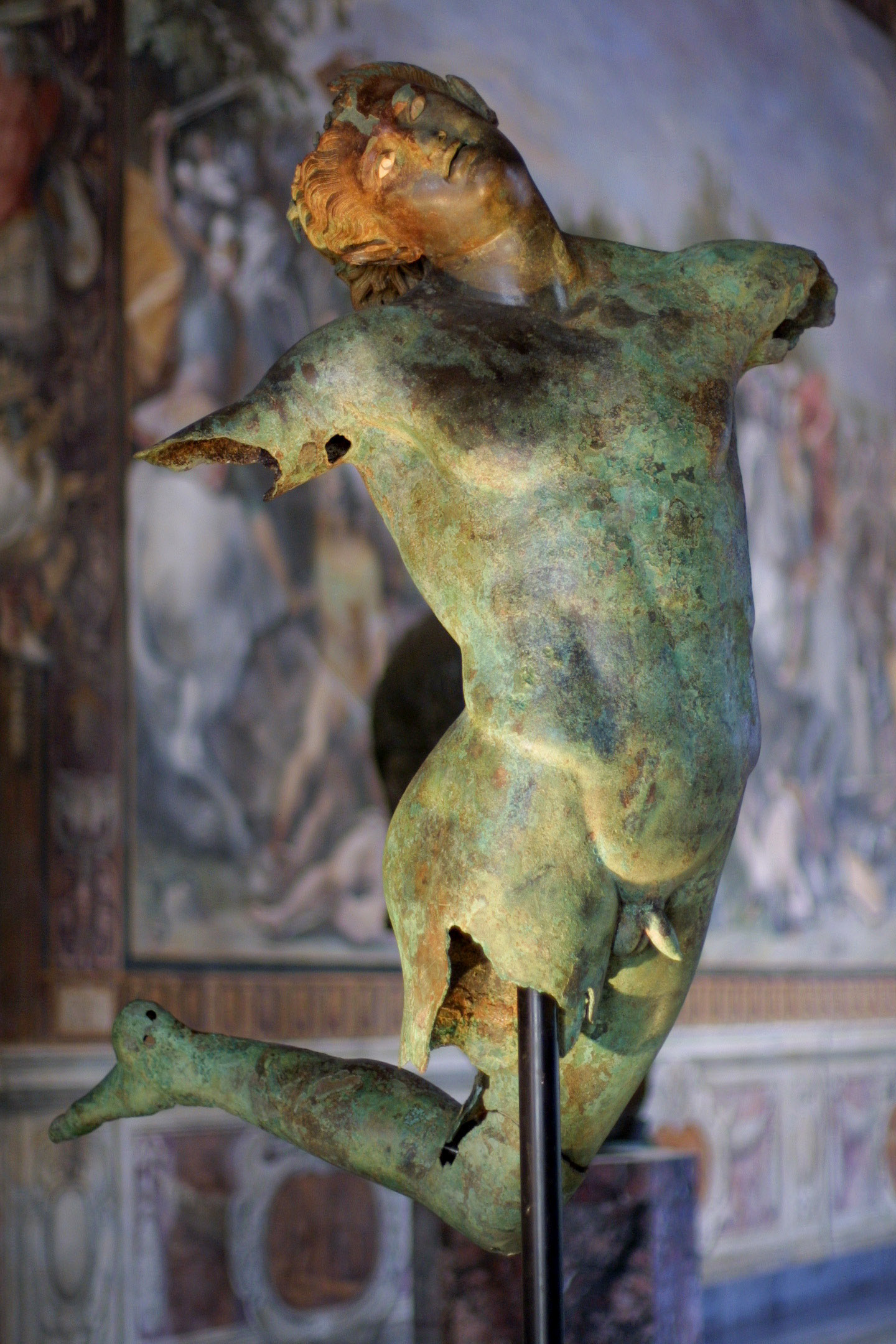
Il Satiro danzante
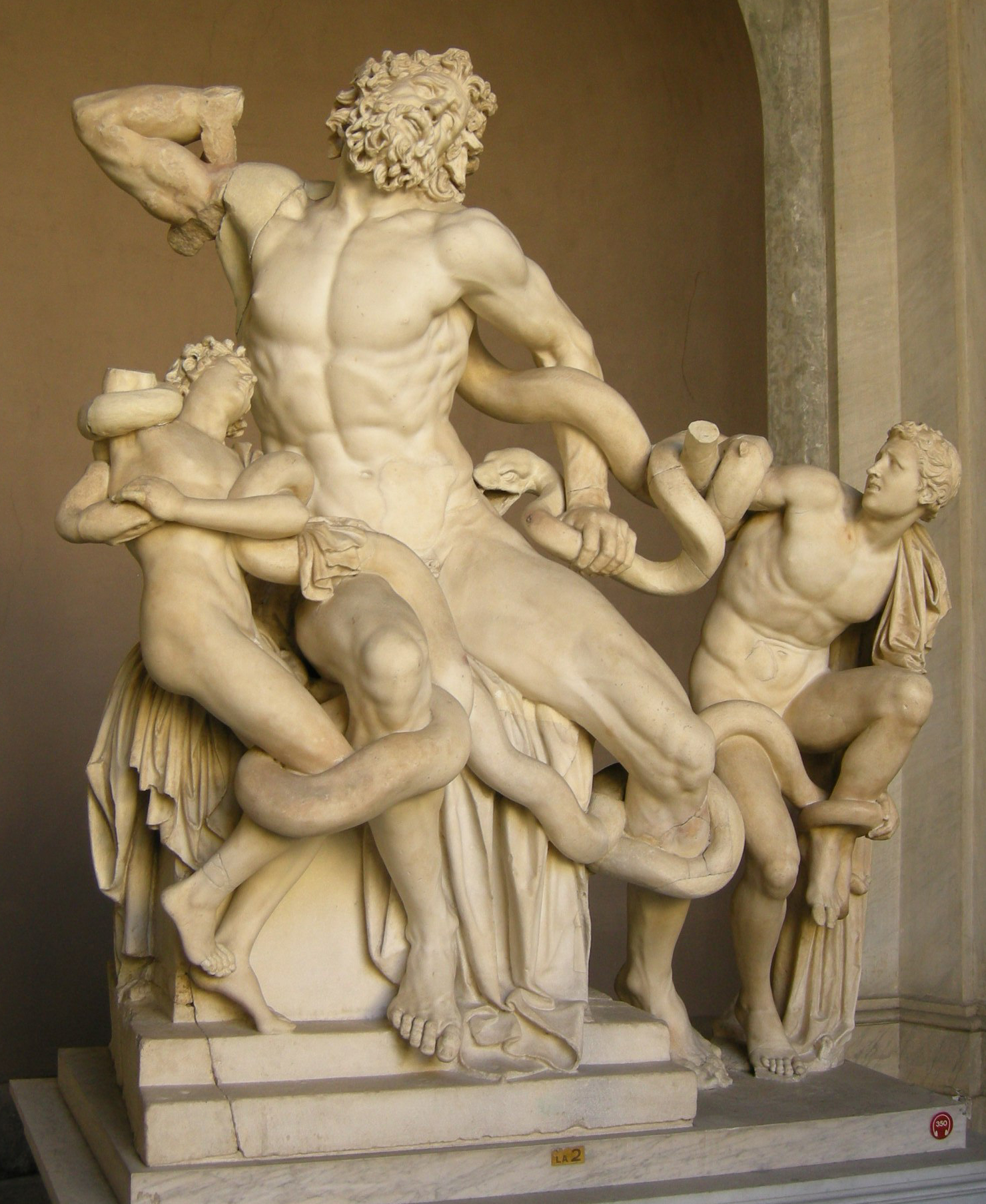
Il Gruppo del Laocoonte